# Хлістунова Анна Сергіївна
Анна Сергіївна Хлістунова (нар. 27 лютого 1988, Рівне, УРСР) — українська плавчиня, яка виступає на спринтерських дистанціях. Ганна виграла одну бронзову та дві золоті медалі на дистанції 100 м брасом на Чемпіонаті Європи з водних видів спорту 2006 року та Чемпіонаті світу з водних видів спорту 2007 року. Хлистунова виступала в цій же дисципліні й на Олімпійських іграх 2008 року, але не змогла пробитися до фінальної частини змагання.